# دانشگاه هاینریش هاینه دوسلدورف
دانشگاه هاینریش هاینه دوسلدورف (HHU) (به آلمانی: Heinrich-Heine-Universität Düsseldorf) دانشگاهی در شهر دوسلدورف در آلمان است که به عنوان سازمان جانشین آکادمی پزشکی دوسلدورف (تاسیس ۱۹۰۷) در سال ۱۹۶۵ میلادی تاسیس شد. به دنبال چندین گسترش در طول سال‌های گذشته، این دانشگاه از سال ۱۹۹۳ دارای پنج دانشکده است. در حال حاضر، بیش از ۳۶٬۴۶۴ دانشجوی تمام وقت در این دانشگاه تحصیل می‌کنند. این دانشگاه بیش از ۳٬۹۵۴ کارمند (دانشگاهی و غیردانشگاهی) در دانشکده‌هایش دارد.

## رشته‌های دانشگاهی
- پزشکی
- هنر و علوم انسانی
- ریاضیات و علوم طبیعی
- اقتصاد
- حقوق